# Mappa (estudio de animación)
Mappa (株式会社Mappa Kabushiki-gaisha Mappa?) es un estudio de animación japonés. Fue fundado el 14 de junio de 2011 por Masao Maruyama, fundador y ex productor de Madhouse, y ha producido trabajos de anime que incluyen: Zombie Land Saga, Sakamichi no Apollon, Zankyō no Terror, Yuri!!! on Ice, Kono Sekai no Katasumi ni, Kakegurui, Banana Fish, Jujutsu Kaisen, Chainsaw Man y la temporada final de Attack on Titan.
Mappa es un acrónimo de (Maruyama Animation Produce Project Association).

## Descripción general
Mappa es un estudio de animación que produce obras enfocadas en la estructura, el tema y la expresión visual. Originalmente, fue fundado por Masao Maruyama, un productor de anime que abandonó Madhouse a los 70 años en 2011, con el objetivo de llevar de alguna manera al público la película dirigida por Sunao Katabuchi, Kono Sekai no Katasumi ni. El personal inicial que se unió a la compañía estaba compuesto en su mayoría por personas que deseaban trabajar con Katabuchi y Maruyama. Kono Sekai no Katasumi ni tuvo dificultades para recaudar fondos y su estreno era incierto, pero eventualmente se convirtió en un éxito al mantenerse en exhibición en Japón durante un récord de 1133 días consecutivos, alcanzando una asistencia total de 2.1 millones de personas y superando los 2.7 mil millones de yenes en ingresos.
En 2016, el fundador Masao Maruyama asumió el cargo de presidente y trasladó su centro de actividades al nuevo estudio que fundó, Studio M2. Con este cambio, Maruyama también se retiró de la gestión de Mappa. Su sucesor como segundo presidente fue Manabu Ōtsuka, un productor proveniente de Studio 4°C y miembro del equipo original de Mappa. Además, Makoto Kimura, productor de Fuji TV, asumió el cargo de director ejecutivo y jefe del departamento de planificación de la compañía.
A partir de la administración de Manabu Ōtsuka, la dirección de Mappa cambió hacia una estructura más orientada a producir múltiples obras mediante la externalización a diversos creadores. Uno de los proyectos más exitosos bajo esta nueva dirección fue Gekijō-ban Jujutsu Kaisen 0, que superó los 9.77 millones de espectadores y alcanzó ingresos de taquilla de más de 137 mil millones de yenes, convirtiéndose en la 14.ª película más exitosa en la historia del cine japonés. Para mayo del mismo año, la película se había estrenado en más de 70 países, alcanzando ingresos globales de aproximadamente 237 mil millones de yenes.

### Características
Mappa ha heredado el ADN del estudio Mushi Production, donde trabajó Masao Maruyama, adoptando una postura hacia la creación de obras basada en la filosofía: "Si es interesante, cualquier cosa está bien. Pero si no nos gusta, no lo hacemos" y "Nos esforzamos deliberadamente en cumplir los deseos complicados de personas exigentes". Esta visión, establecida por Maruyama, se mantuvo como parte de los principios del estudio incluso después de que él se retirara de la gestión.
Como estudio, Mappa elige las obras que produce basándose en si los productores y directores realmente consideran que son "interesantes" o si realmente desean hacerlas. Este criterio es clave para seleccionar los proyectos. Además, el estudio establece temas específicos para cada obra y línea de producción. Las primeras obras que realizaron como estudio estaban principalmente enfocadas en que los empleados más jóvenes adquirieran experiencia y que el estudio ganara reputación y logros. Aunque Mappa se ha centrado principalmente en la animación tradicional, en 2020 se aventuró por primera vez en una obra centrada en 3DCG con la serie Dorohedoro.
El estudio adopta una estrategia de producción que se basa en encargar activamente trabajos a creadores externos y estudios especializados, lo que les permite crear una amplia variedad de obras. Gracias a esta flexibilidad, el estilo del estudio cambia según el proyecto, lo que les permite adaptarse a diferentes tipos de producciones.
En cuanto a la animación, Mappa se enfoca en la fusión de la animación tradicional con CGI, buscando crear imágenes innovadoras. Para mejorar la calidad del CGI, han establecido un departamento de CGI interno y un estudio especializado en CGI.

### Política de producción y empleo
En los últimos años, mientras muchos estudios de animación han reducido el número de producciones como respuesta a los problemas de malas condiciones laborales y bajos salarios debido al aumento de la carga de trabajo, Mappa, bajo la dirección de Manabu Ōtsuka, ha adoptado un enfoque diferente. La filosofía del estudio se basa en "no ignorar los problemas que enfrenta la industria" y en la idea de que "el aumento en la cantidad de producciones refleja la demanda de animación". Según esta visión, el reto es cómo suministrar contenido de alta calidad para satisfacer esa demanda. Para lograrlo, Mappa externaliza gran parte del trabajo a estudios especializados y profesionales freelance, incrementando el número de producciones y mejorando la productividad. Cada año, producen entre 4 y 8 series de anime para televisión o plataformas web, además de películas.
El trato hacia los animadores y otros miembros del equipo se enfoca en lograr un equilibrio entre la mejora de las condiciones laborales y la búsqueda de una expresión visual de calidad. Actualmente, la producción se basa principalmente en la subcontratación y el trabajo con animadores contratados, y en 2022, el número total de empleados, incluidos los contratados, superaba los 300. Aunque en la actualidad los contratados son mayoría, Ōtsuka ha mencionado como objetivo a futuro seguir el modelo de estudios como Kyoto Animation y Ufotable. Estos estudios se caracterizan por una "estructura interna en la que todas las secciones están compuestas por empleados fijos", y es hacia ese tipo de sistema de producción interna total que se apunta, fortaleciendo la producción interna con la meta de lograr un sistema completamente interno, similar al de estos estudios. Para realizar este objetivo, el estudio de Sendai se estableció con la meta de "trabajar con dedicación sobre una base de vida estable", contratando desde el inicio a empleados recién graduados como empleados fijos. Aumentar el personal mientras se refuerza la formación es un gran desafío en el que están trabajando. Actualmente, contratar a todo el personal como empleados fijos supondría una carga económica para la empresa, por lo que, por ahora, este esfuerzo se limita a algunos empleados del estudio de Sendai. Sin embargo, en el futuro, se planea expandir esta política.
Como estudio, suele participar en los comités de producción, donde los beneficios se distribuyen según el porcentaje de inversión. Sin embargo, en el caso del anime televisivo Chainsaw Man, emitido en 2022, en lugar del habitual modelo de comité de producción que recauda fondos de varias empresas, la producción se llevó a cabo con una inversión 100% propia. De esta manera, el estudio está afrontando un nuevo desafío en el ámbito empresarial.

## Historia
En junio de 2011, Masao Maruyama, uno de los fundadores de Madhouse, estableció la nueva empresa y asumió el cargo de director ejecutivo.
En abril de 2016, Manabu Ōtsuka asumió el cargo de segundo presidente de la empresa. Masao Maruyama pasó a ser presidente del consejo y se retiró de la gestión. Al mismo tiempo, Maruyama trasladó su actividad como creador a Studio M2, una nueva compañía de producción de animación especializada en preproducción que él mismo había fundado. En septiembre de ese mismo año, Ryōichirō Matsuo, el productor de la película de animación Kono Sekai no Katasumi ni, que había sido un factor clave en la creación de la empresa, se independizó y fundó el estudio de animación CLAP. Matsuo asumió el cargo de director ejecutivo, y el equipo de producción de Kono Sekai no Katasumi ni se trasladó de Mappa a este nuevo estudio.
El 2 de abril de 2018, se inauguró un estudio en Sendai. El 22 de octubre del mismo año, se estableció una organización grupal llamada "Dentsu Japanimation Studio" junto con ocho importantes estudios de animación nacionales, como Sunrise y Pierrot. Esta organización tiene como objetivo construir un sistema para abordar los desafíos de marketing, como el branding de empresas a través del uso de la animación, y se ha asociado con Dentsu, una de las principales agencias de publicidad.
El 2 de septiembre de 2019, Manabu Ōtsuka fundó la compañía de producción de animación Contrail para la próxima obra del director Sunao Katabuchi. Ōtsuka también asumió el cargo de director ejecutivo de la nueva empresa.
El 23 de octubre de 2020, junto con las compañías de producción de animación surcoreanas y japonesas Anima & Company, Science Saru y Studio Mir, se estableció una asociación integral con Netflix para la producción de nuevas obras.
En marzo de 2021, Park Sung-hoo, quien había sido el director de la primera temporada de Jujutsu Kaisen, se independizó y fundó el estudio de animación E&H production, donde asumió el cargo de presidente ejecutivo. En el proceso de establecimiento del nuevo estudio, numerosos creadores importantes se trasladaron a E&H production.
En marzo de 2022, se anunció la intención de establecer un nuevo estudio especializado en 3DCGI en la ciudad de Osaka.

## Sistema de producción
Además de tener su sede y estudio en el distrito de Suginami, Tokio, en 2018 se estableció un estudio especializado en el proceso de video en Sendai. También se planea abrir un estudio especializado en CGI en Osaka. A partir de 2023, cerca de 360 personas, incluyendo aproximadamente 100 autónomos y contratistas, están trabajando en Tokio, Sendai y Osaka.
Las obras son supervisadas y gestionadas por los productores de animación correspondientes, y los equipos están divididos según cada línea de producción. Debido a la gran cantidad de obras producidas anualmente, al igual que en muchos estudios de animación japoneses, se subcontratan muchas de las etapas de producción para cada obra. La edición suele ser encargada a empresas como Q-TEC y Edits.

### Estudio de Tokio
El estudio de Tokio está compuesto por varios departamentos, incluyendo el departamento de producción, el departamento de CGI, el departamento de dirección, el departamento de animación, el departamento de derechos y el departamento de planificación y desarrollo.
En el departamento de derechos, el departamento de planificación y desarrollo, y el departamento de producción, trabajan más de 100 personas. Estos departamentos se encargan principalmente de la planificación y la gestión de la producción, pero también asumen otras responsabilidades como la promoción, la gestión de derechos de autor, la organización de eventos nacionales, y la producción y gestión de productos relacionados con la marca. Además, manejan proyectos internacionales, como la organización de eventos en el extranjero y la traducción e interpretación.
En el departamento de CGI, que cuenta con más de 100 empleados, se dividen en seis secciones: 3DCG, fondos, acabado, filmación, edición y diseño. Este departamento se encarga de todos los aspectos relacionados con el trabajo digital. A diferencia de los estudios especializados en subcontratación, cuando el departamento de CGI participa en proyectos principales, tiene la ventaja de colaborar directamente con el director de la obra y compartir la visión de la obra para su finalización, lo que permite una producción interna más integrada.
En el departamento de animación, aproximadamente 30 empleados fijos y contratados se encargan de los dibujos clave. Además, muchos de los profesionales involucrados en la dirección y la animación son autónomos que participan en cada proyecto específico.

### Estudio de Sendai
El 2 de abril de 2018 se inauguró el estudio de Sendai. Comenzó con 13 personas, incluyendo algunos empleados locales. Para 2020, el número de empleados se había ampliado a 31. A diferencia del estudio de Tokio, desde su creación, todos los nuevos graduados contratados en este estudio eran empleados fijos.
La razón para expandirse a Sendai fue ofrecer una oportunidad a los jóvenes de Tōhoku que querían trabajar en la producción de animación local y corregir la concentración de la industria de animación en Tokio, que a menudo obligaba a quienes estudiaban animación en ciudades locales a mudarse a Tokio para conseguir empleo. En el proceso de selección del lugar, se consideró que Shiogama, una ciudad en la misma prefectura de Miyagi, era un lugar adecuado debido a que el presidente del consejo, Masao Maruyama, es originario de allí, y también había empleados de Miyagi dentro de la empresa, lo que facilitó la visualización del proyecto.
En el estudio de Sendai, se encargan principalmente de las etapas de video y acabado (coloración). Una de sus características distintivas es que los animadores de video también se encargan del acabado en un proceso conocido como "digital dou-shi". Esto implica que, en lugar de utilizar el método tradicional de dibujar en papel con lápiz, se promueve el uso de tabletas digitales para crear videos animados. El estudio logra una integración completa de las tareas, desde la animación hasta el acabado, y permite comenzar las tareas prácticas de manera temprana. La implementación de herramientas digitales facilita un intercambio fluido de datos con el estudio de Tokio, que maneja las etapas previas y posteriores, y asegura que el trabajo en una ubicación regional no sea desfavorable.
El estudio de Sendai tiene como objetivo futuro completar internamente las etapas de video y acabado de sus propias obras. También se prevé la creación de nuevos departamentos de CGI, como 3DCG, filmación y fondos, en Sendai. La meta a largo plazo es desarrollar talento en áreas como CGI, filmación y dirección en Sendai, y realizar todo el proceso de producción de animación en esta ubicación.

### Estudio de Osaka
El 1 de marzo de 2022, se anunció la apertura de un nuevo estudio en la ciudad de Osaka. La razón para establecer este nuevo estudio es que, con la creciente adopción del trabajo desde casa, las limitaciones geográficas para las operaciones se han reducido. Al considerar la expansión del negocio y la dispersión de los estudios, se determinó que Osaka es adecuada debido a su buen acceso desde las prefecturas vecinas y su capacidad para permitir que los creadores y estudiantes residentes en Kansai trabajen sin tener que abandonar su región natal.
El estudio de Osaka, que será el tercer estudio, estará especializado en CGI. Se prevé que comience con el departamento de 3DCG y, con el tiempo, se encargue de otros trabajos digitales como fondos, acabado, filmación, edición y diseño. En el área de 3DCG, se planea utilizar tanto 3ds Max, un software con alta cuota de mercado en la industria, como Blender, que está ganando popularidad.

## Producciones

### Series de televisión
| Año  | Título                                       | Director(es)                      | Fecha de primera transmisión | Fecha de última transmisión | Eps. | Nota(s)                                                                                                | Refs.                       |
| ---- | -------------------------------------------- | --------------------------------- | ---------------------------- | --------------------------- | ---- | --- | --------------------------- |
| 2012 | Sakamichi no Apollon                         | Shin'ichirō Watanabe              | 12 de abril de 2012          | 28 de julio de 2012         | 12   | Adaptación del manga escrito e ilustrado por Yuki Kodama. En coproducción con Tezuka Productions.      |                             |
| 2012 | Teekyu                                       | Shin Itagaki                      | 7 de octubre de 2012         | 22 de diciembre de 2013     | 36   | Adaptación del manga escrito por Roots e ilustrado por Piyo. (Temporadas 1–3)                          |                             |
| 2013 | Hajime no Ippo: Rising                       | Satoshi Nishimura                 | 5 de octubre de 2013         | 29 de marzo de 2014         | 25   | Secuela de Hajime no Ippo: New Challenger. En coproducción con Madhouse.                               |                             |
| 2014 | Zankyō no Terror                             | Shin'ichirō Watanabe              | 10 de julio de 2014          | 25 de septiembre de 2014    | 11   | Historia original.                                                                                     | [ 38 ]                      |
| 2014 | Garo: The Animation                          | Yūichirō Hayashi                  | 3 de octubre de 2014         | 27 de marzo de 2015         | 24   | Historia original. Basado en el drama tokusatsu de Garo.                                               |                             |
| 2014 | Shingeki no Bahamut: Genesis                 | Keiichi Satō                      | 6 de octubre de 2014         | 29 de diciembre de 2014     | 12   | Basado en el juego Shingeki no Bahamut.                                                                | [ 39 ]                      |
| 2015 | Punch Line                                   | Yutaka Uemura                     | 9 de abril de 2015           | 25 de junio de 2015         | 12   | Historia original.                                                                                     | [ 40 ]                      |
| 2015 | Ushio to Tora                                | Kunihiko Yuyama                   | 3 de julio de 2015           | 24 de junio de 2016         | 39   | Adaptación del manga escrito e ilustrado por Kazuhiro Fujita. En coproducción con Studio VOLN.         | [ 41 ]                      |
| 2016 | Days                                         | Kōnosuke Uda                      | 2 de julio de 2016           | 18 de diciembre de 2016     | 24   | Adaptación del manga escrito e ilustrado por Tsuyoshi Yasuda.                                          | [ 40 ]                      |
| 2016 | Yuri!!! on Ice                               | Sayo Yamamoto Jun Shishido        | 6 de octubre de 2016         | 21 de diciembre de 2016     | 12   | Historia original.                                                                                     | [ 42 ]                      |
| 2017 | Idol Incidents                               | Daisuke Yoshida                   | 8 de enero de 2017           | 27 de marzo de 2017         | 12   | Basado en un proyecto de mezcla de medios japonés de Mages. En coproducción con Studio VOLN.           | [ 43 ]                      |
| 2017 | Shingeki no Bahamut: Virgin Soul             | Kiyoshi Matsuda Keiichi Satō      | 7 de abril de 2017           | 29 de septiembre de 2017    | 24   | Secuela de Shingeki no Bahamut: Genesis.                                                               | [ 44 ] [ 45 ]               |
| 2017 | Kakegurui                                    | Yūichirō Hayashi                  | 1 de julio de 2017           | 23 de septiembre de 2017    | 12   | Adaptación del manga escrito por Homura Kawamoto e ilustrado por Tōru Naomura.                         | [ 46 ] [ 47 ]               |
| 2017 | Shōkoku no Altair                            | Kazuhiro Furuhashi                | 7 de julio de 2017           | 22 de diciembre de 2017     | 24   | Adaptación del manga escrito e ilustrado por Kotono Katō.                                              | [ 48 ] [ 49 ]               |
| 2017 | Garo: Vanishing Line                         | Park Sung-hoo                     | 6 de octubre de 2017         | 30 de marzo de 2018         | 24   | Historia original. Tercera temporada de la serie Garo.                                                 | [ 50 ]                      |
| 2017 | Inuyashiki                                   | Keiichi Sato Shuhei Yabuta        | 12 de octubre de 2017        | 22 de diciembre de 2017     | 11   | Adaptación del manga escrito e ilustrado por Hiroya Oku.                                               | [ 51 ]                      |
| 2018 | Banana Fish                                  | Hiroko Utsumi                     | 5 de julio de 2018           | 20 de diciembre de 2018     | 24   | Adaptación del manga escrito e ilustrado por Akimi Yoshida.                                            | [ 52 ]                      |
| 2018 | Zombie Land Saga                             | Munehisa Sakai                    | 4 de octubre de 2018         | 20 de diciembre de 2018     | 12   | Historia original. En coproducción con Avex y Cygames.                                                 | [ 53 ]                      |
| 2019 | Dororo                                       | Kazuhiro Furuhashi                | 7 de enero de 2019           | 24 de junio de 2019         | 24   | Adaptación del manga escrito e ilustrado por Osamu Tezuka. En coproducción con Tezuka Productions.     | [ 54 ] [ 55 ]               |
| 2019 | Kakegurui ××                                 | Yūichirō Hayashi Kiyoshi Matsuda  | 8 de enero de 2019           | 26 de marzo de 2019         | 12   | Secuela de Kakegurui.                                                                                  | [ 56 ]                      |
| 2019 | Sarazanmai                                   | Nobuyuki TakeuchiKunihiko Ikuhara | 11 de abril de 2019          | 20 de junio de 2019         | 11   | Historia original. En coproducción con Lapin Track.                                                    | [ 57 ]                      |
| 2019 | Katsute Kami Datta Kemono-tachi e Season 1   | Jun Shishido                      | 1 de julio de 2019           | 16 de septiembre de 2019    | 12   | Adaptación del manga escrito e ilustrado por Maybe.                                                    | [ 58 ] [ 59 ]               |
| 2019 | Granblue Fantasy The Animation Season 2      | Yui Umemoto                       | 4 de octubre de 2019         | 27 de diciembre de 2019     | 12   | Secuela de Granblue Fantasy The Animation. Temporada 1 producida por A-1 Pictures.                     | [ 60 ]                      |
| 2020 | Uchi Tama?! Uchi no Tama Shirimasen ka?      | Kiyoshi Matsuda                   | 9 de enero de 2020           | 19 de marzo de 2020         | 11   | Basado en una franquicia de Sony Creative Products Inc. En coproducción con Lapin Track.               | [ 61 ]                      |
| 2020 | Dorohedoro                                   | Yūichirō Hayashi                  | 12 de enero de 2020          | 29 de marzo de 2020         | 12   | Adaptación del manga escrito e ilustrado por Q Hayashida.                                              | [ 62 ]                      |
| 2020 | Listeners                                    | Hiroaki Ando                      | 3 de abril de 2020           | 19 de junio de 2020         | 12   | Historia original.                                                                                     | [ 63 ] [ 64 ]               |
| 2020 | The God of High School                       | Park Sung-hoo                     | 6 de julio de 2020           | 28 de septiembre de 2020    | 13   | Adaptación del manhwa webtoon escrito e ilustrado por Yongje Park.                                     | [ 65 ] [ 66 ]               |
| 2020 | Mr Love: Queen's Choice                      | Munehisa Sakai                    | 15 de julio de 2020          | 30 de septiembre de 2020    | 12   | Adaptación del videojuego de Papergames.                                                               | [ 67 ] [ 68 ]               |
| 2020 | Jujutsu Kaisen                               | Park Sung-hoo                     | 3 de octubre de 2020         | 27 de marzo de 2021         | 24   | Adaptación del manga escrito e ilustrado por Gege Akutami.                                             | [ 69 ]                      |
| 2020 | Taiso Samurai                                | Hisatoshi Shimizu                 | 11 de octubre de 2020        | 20 de diciembre de 2020     | 11   | Historia original.                                                                                     | [ 70 ] [ 71 ]               |
| 2020 | Shingeki no Kyojin: The Final Season Part 1  | Yūichirō Hayashi Jun Shishido     | 7 de diciembre de 2020       | 28 de marzo de 2021         | 16   | Adaptación del manga escrito e ilustrado por Hajime Isayama. Temporadas 1-3 producidas por Wit Studio. | [ 72 ] [ 73 ]               |
| 2021 | Zombieland Saga: Revenge                     | Munehisa Sakai                    | 8 de abril de 2021           | 24 de junio de 2021         | 12   | Secuela de Zombie Land Saga.                                                                           | [ 74 ]                      |
| 2021 | RE-MAIN                                      | Masafumi Nishida Kiyoshi Matsuda  | 4 de julio de 2021           | 3 de octubre de 2021        | 12   | Historia original.                                                                                     | [ 75 ]                      |
| 2021 | Heion Sedai no Idaten-tachi                  | Seimei Kidokoro                   | 23 de julio de 2021          | 1 de octubre de 2021        | 11   | Adaptación del manga escrito por Amahara e ilustrado por Coolkyousinnjya.                              | [ 76 ]                      |
| 2021 | Takt op. Destiny                             | Yuuki Itoh                        | 5 de octubre de 2021         | 21 de diciembre de 2021     | 12   | Basado en un proyecto de batalla musical de Bandai Namco Arts y DeNA. En coproducción con Madhouse.    | [ 77 ]                      |
| 2022 | Shingeki no Kyojin: The Final Season Part 2  | Yūichirō Hayashi Jun Shishido     | 9 de enero de 2022           | 3 de abril de 2022          | 12   | Secuela de Attack on Titan: The Final Season Part 1.                                                   | [ 78 ] [ 79 ]               |
| 2022 | Dance Dance Danseur                          | Munehisa Sakai                    | 8 de abril de 2022           | 17 de junio de 2022         | 11   | Adaptación del manga escrito e ilustrado por George Asakura.                                           | [ 80 ]                      |
| 2022 | Chainsaw Man                                 | Ryū Nakayama                      | 12 de octubre de 2022        | 28 de diciembre de 2022     | 12   | Adaptación del manga escrito e ilustrado por Tatsuki Fujimoto.                                         | [ 81 ] [ 82 ] [ 83 ] [ 84 ] |
| 2023 | Vinland Saga Season 2                        | Shūhei Yabuta                     | 10 de enero de 2023          | 20 de junio de 2023         | 24   | Secuela de Vinland Saga. Temporada 1 producida por Wit Studio.                                         | [ 85 ] [ 86 ]               |
| 2023 | Tondemo Sukiru de Isekai Hōrō Meshi          | Kiyoshi Matsuda                   | 11 de enero de 2023          | 29 de marzo de 2023         | 12   | Adaptación de la novela ligera escrita Ren Eguchi e ilustrada por Masa.                                | [ 87 ]                      |
| 2023 | Shingeki no Kyojin: The Final Season Part 3  | Yūichirō Hayashi Jun Shishido     | 3 de marzo de 2023           | 5 de noviembre de 2023      | 2    | Secuela de Attack on Titan: The Final Season Part 2.                                                   | [ 88 ] [ 89 ]               |
| 2023 | Jigokuraku                                   | Kaori Makita                      | 1 de abril de 2023           | 1 de julio de 2023          | 13   | Adaptación del manga escrito e ilustrado por Yūji Kaku.                                                | [ 90 ]                      |
| 2023 | Jujutsu Kaisen Season 2                      | Shōta Goshozono                   | 6 de julio de 2023           | 28 de diciembre de 2023     | 23   | Secuela de Jujutsu Kaisen.                                                                             | [ 91 ] [ 92 ]               |
| 2024 | Bucchigiri?!                                 | Hiroko Utsumi                     | 13 de enero de 2024          | 6 de abril de 2024          | 12   | Historia original.                                                                                     | [ 93 ] [ 94 ]               |
| 2024 | Bōkyaku Battery                              | Makoto Nakazono                   | 10 de abril de 2024          | 3 de julio de 2024          | 12   | Adaptación del manga escrito e ilustrado por Eko Mikawa.                                               | [ 95 ] [ 96 ]               |
| 2024 | Ranma ½                                      | Kōnosuke Uda                      | 6 de octubre de 2024         | 22 de diciembre de 2024     | 12   | Tercera adaptación del manga escrito e ilustrado por Rumiko Takahashi.                                 | [ 97 ]                      |
| 2025 | Zenshū.                                      | Mitsue Yamazaki                   | 5 de enero de 2025           | 23 de marzo de 2025         | 12   | Historia original.                                                                                     | [ 98 ] [ 99 ] [ 100 ]       |
| 2025 | Lazarus                                      | Shin'ichirō Watanabe              | 6 de abril de 2025           | 29 de junio de 2025         | 13   | Historia original.                                                                                     | [ 101 ] [ 102 ] [ 103 ]     |
| 2025 | Tondemo Sukiru de Isekai Hōrō Meshi Season 2 | Kiyoshi Matsuda                   | Octubre de 2025              | —                           | —    | Secuela de Tondemo Sukiru de Isekai Hōrō Meshi.                                                        | [ 104 ] [ 105 ]             |
| 2025 | Ranma ½ 2nd Season                           | Kōnosuke Uda                      | Octubre de 2025              | —                           | —    | Secuela de Ranma ½.                                                                                    | [ 106 ]                     |
| 2025 | Dorohedoro Season 2                          | Yūichirō Hayashi                  | 2025                         | —                           | —    | Secuela de Dorohedoro.                                                                                 | [ 107 ]                     |
| 2026 | Jigokuraku Season 2                          | Kaori Makita                      | Enero de 2026                | —                           | —    | Secuela de Jigokuraku.                                                                                 | [ 108 ] [ 109 ]             |
| —    | Jujutsu Kaisen Season 3                      | —                                 | —                            | —                           | —    | Secuela de Jujutsu Kaisen Season 2.                                                                    | [ 110 ]                     |

### Películas
| Año  | Título                                         | Director(es)                | Fecha de lanzamiento     | Duración | Nota(s)                                                                | Refs.                   |
| ---- | ---------------------------------------------- | --------------------------- | ------------------------ | -------- | ---------------------------------------------------------------------- | ----------------------- |
| 2016 | Garo: Divine Flame                             | Yūichirō Hayashi            | 21 de mayo de 2016       | 78m      | Secuela de Garo -Honō no Kokuin.                                       | [ 111 ]                 |
| 2016 | Kono Sekai no Katasumi ni                      | Sunao Katabuchi             | 21 de noviembre de 2016  | 129m     | Adaptación del manga escrito por Fumiyo Kōno.                          | [ 112 ]                 |
| 2019 | Kono Sekai no (Sara ni Ikutsumono) Katasumi ni | Sunao Katabuchi             | 20 de diciembre de 2019  | 168m     | Versión extendida de Kono Sekai no Katasumi ni.                        | [ 113 ]                 |
| 2021 | Gekijō-ban Jujutsu Kaisen 0                    | Park Sung-hoo               | 24 de diciembre de 2021  | 105m     | Precuela de Jujutsu Kaisen.                                            | [ 114 ]                 |
| 2023 | Alice to Therese no Maboroshi Kōjō             | Mari Okada                  | 15 de septiembre de 2023 | 111m     | Historia original.                                                     | [ 115 ] [ 116 ]         |
| 2025 | Versailles no Bara                             | Ai Yoshimura                | 31 de enero de 2025      | 113m     | Adaptación del manga escrito e ilustrado por Riyoko Ikeda.             | [ 117 ]                 |
| 2025 | Jujutsu Kaisen: Kaigyoku/Gyokusetsu            | Shōta Goshozono             | 30 de mayo de 2025       | —        | Película recopilatoria de la primera parte de Jujutsu Kaisen Season 2. | [ 118 ]                 |
| 2025 | Gekijō-ban Chainsaw Man Reze-hen               | Tatsuya Yoshihara           | 19 de septiembre de 2025 | —        | Secuela de Chainsaw Man.                                               | [ 119 ] [ 120 ] [ 121 ] |
| 2025 | Zombie Land Saga: Yumeginga Paradise           | Takafumi Ishida Takeru Satō | 24 de octubre de 2025    | —        | Secuela de Zombie Land Saga Revenge.                                   | [ 122 ] [ 123 ] [ 124 ] |

### ONAs
| Año  | Título                                     | Director(es)                  | Fecha de primera transmisión | Fecha de última transmisión | Eps. | Nota(s)                                                                                                | Refs.   |
| ---- | ------------------------------------------ | ----------------------------- | ---------------------------- | --------------------------- | ---- | --- | ------- |
| 2012 | Komachi to Dangorou                        | Hisashi Abe                   | 10 de noviembre de 2012      | 28 de octubre de 2015       | 4    | Obra original                                                                                          |         |
| 2016 | Shingeki no Bahamut: Genesis - Short Story | Keiichi Satō                  | 28 de diciembre de 2016      | 20 de febrero de 2017       | 2    | Historias cortas que se centran entre los eventos de la primera y la segunda temporada.                | [ 125 ] |
| 2020 | Bōkyaku Battery                            | Parako Shinohara              | 11 de octubre de 2020        | 11 de octubre de 2020       | 1    | Basado en un manga escrito por Eko Mikawa.                                                             | [ 126 ] |
| 2021 | Yasuke                                     | LeSean Thomas Takeru Satou    | 29 de abril de 2021          | 29 de abril de 2021         | 6    | Netflix; Obra original basada libremente en la historia de la figura histórica de la vida real Yasuke. | [ 127 ] |
| 2022 | Kakegurui Twin                             | Yūichirō Hayashi Kaori Makita | 4 de agosto de 2022          | 4 de agosto de 2022         | 6    | Un spin-off y precuela de Kakegurui.                                                                   | [ 128 ] |

### OVAs
| Año  | Título                  | Director(es)     | Fecha de primera transmisión | Fecha de última transmisión | Eps. | Nota(s)                                                                  | Refs.           |
| ---- | ----------------------- | ---------------- | ---------------------------- | --------------------------- | ---- | ------------------------------------------------------------------------ | --------------- |
| 2017 | Days: OVA               | Kōnosuke Uda     | 17 de marzo de 2017          | 17 de marzo de 2017         | 2    | Incluido con las ediciones limitadas de los volúmenes 21 y 22 del manga. | [ 129 ]         |
| 2018 | Days: Touin Gakuen-sen! | Kōnosuke Uda     | 16 de marzo de 2018          | 17 de julio de 2018         | 3    | Secuela de Days                                                          | [ 130 ]         |
| 2018 | Sex: Prologue           | Sayo Yamamoto    | 7 de mayo de 2018            | 7 de mayo de 2018           | 1    | Video promocional del 30 aniversario del manga de Atsushi Kamijo.        | [ 131 ] [ 132 ] |
| 2020 | Dorohedoro: Bonus Curse | Yūichirō Hayashi | 17 de junio de 2020          | 17 de junio de 2020         | 6    | Episodios no emitidos de Dorohedoro.                                     | [ 133 ]         |
| TBA  | Mechronicle             | Shinji Kimura    | —                            | —                           | —    | Obra original de Shinji Kimura.                                          | [ 134 ] [ 135 ] |

### Especiales
| Año  | Título                                                                      | Director(es)               | Fecha de primera transmisión | Fecha de última transmisión | Eps. | Nota(s)                                                                 | Refs.           |
| ---- | --------------------------------------------------------------------------- | -------------------------- | ---------------------------- | --------------------------- | ---- | ----------------------------------------------------------------------- | --------------- |
| 2013 | Teekyū 2 Specials                                                           | Shin Itagaki               | 25 de octubre de 2013        | 25 de octubre de 2013       | 2    | Episodios especiales cortos de Tekyuu 2.                                |                 |
| 2014 | Teekyū 3 Specials                                                           | Shin Itagaki               | 24 de junio de 2014          | 24 de junio de 2014         | 2    | Episodios especiales cortos de Tekyuu 3.                                |                 |
| 2014 | Shingeki no Bahamut: Genesis-Roundup                                        | Keiichi Satō               | 18 de noviembre de 2014      | 18 de noviembre de 2014     | 1    | Resumen de los primeros seis episodios de Shingeki no Bahamut: Genesis. |                 |
| 2015 | Garo: The Animation-HOME                                                    | Yūichirō Hayashi           | 16 de septiembre de 2015     | 16 de septiembre de 2015    | 1    | Episodio no emitido de Garo: The Animation.                             |                 |
| 2016 | Garo: Crimson Moon-The Butterfly of Time                                    | Atsushi Wakabayashi        | 6 de julio de 2016           | 6 de julio de 2016          | 1    | Episodio no emitido de Garo: The Crimson Moon.                          |                 |
| 2017 | Yuri!!! on Ice: Yuri Plisetsky GBF in Barcelona EX "Welcome to the Madness" | Sayo Yamamoto Jun Shishido | 26 de mayo de 2017           | 26 de mayo de 2017          | 1    | Episodio especial de Yuri!!! on Ice.                                    | [ 136 ]         |
| 2017 | Kakegurui: Compulsive Gambler Picture Drama"                                | Yūichirō Hayashi           | 13 de octubre de 2017        | 15 de diciembre de 2017     | 3    | Episodios especiales de Kakegurui.                                      |                 |
| 2020 | Granblue Fantasy the Animation Season 2 Extras                              | Yui Umemoto                | 27 de marzo de 2020          | 26 de agosto de 2020        | 2    | Episodios especiales de Granblue Fantasy the Animation Season 2.        | [ 137 ] [ 138 ] |

### Videojuegos
| Año  | Título                                                 | Director(es)     | Editorial | Fecha de lanzamiento  | Crédito(s)              | Nota(s) | Refs.   |
| ---- | ------------------------------------------------------ | ---------------- | --------- | --------------------- | ----------------------- | --- | ------- |
| 2019 | Kick-Flight Promotional Video; Kick-Flight × KANA-BOON | Munehisa Sakai   | GRENGE    | 4 de junio de 2019    | Animaciones de apertura | Video promocional del juego para teléfonos inteligentes Kick-Flight Promotional Video; Kick-Flight × KANA-BOON | [ 139 ] |
| 2019 | Persona 5 Royal                                        | Yūichirō Hayashi | Atlus     | 31 de octubre de 2019 | Animaciones de apertura | Basado en el videojuego Persona 5 de Atlus.                                                                    | [ 140 ] |
| 2025 | Inazuma Eleven: Victory Road                           | —                | Level-5   | —                     | Cinemáticas             | Basado en el videojuego Inazuma Eleven: Victory Road de Level-5.                                               | [ 141 ] |

### Proyectos cancelados
| Año | Título                                    | Director(es)              | Tipo     | Fecha de lanzamiento | Dur. | Nota(s)                                                 | Refs.           |
| --- | ----------------------------------------- | ------------------------- | -------- | -------------------- | ---- | ------------------------------------------------------- | --------------- |
| N/A | Dreaming Machine                          | Satoshi Kon Yoshimi Itazu | Película | N/A                  | N/A  | Obra original de Satoshi Kon. Coproducido con Madhouse. | [ 142 ] [ 143 ] |
| N/A | Yuri!!! on Ice The Movie: Ice Adolescence | Sayo Yamamoto             | Película | N/A                  | N/A  | Precuela de Yuri!!! on Ice.                             | [ 144 ] [ 145 ] |

## Controversias

### Quejas de los trabajadores
Los animadores que pertenecían a Mappa y participaron en la transmisión de 2021 de Attack on Titan: The Final Season, acusaron a la compañía de un ambiente de trabajo deficiente en su cuenta de Twitter después de retirarse de la compañía.
Según el animador Mushiyo, la compañía había encargado muchos de los procesos de dibujo originales a animadores gratuitos y estudios en el extranjero. Sin embargo, a diferencia de los animadores afiliados que necesitan una cuota durante un cierto período de tiempo para recibir pedidos de dibujos originales, los animadores gratuitos pueden recibir pedidos de dibujos originales independientemente de sus años de experiencia. La imagen original enviada por el subcontratista requirió muchas correcciones, y el animador de la empresa trabajó horas extras y estuvo ocupado con el trabajo de corrección de la imagen original entregada por el subcontratista hasta la mañana. Además, la empresa recibió pedidos de hasta ocho animaciones televisivas en 2020 basándose en la idea de que «una gran cantidad de obras significa que hay demanda de animación», y el problema era cómo suministrar obras de alta calidad para satisfacer esa demanda.  Aunque estaba produciendo, según el animador, el sitio de producción en ese momento estaba tan ocupado que podía producir cuatro trabajos al mismo tiempo. Desde este entorno propio, los animadores que pertenecían a la empresa se encontraban en una situación en la que solo realizaban retomadas en lugar de realizar dibujos originales.
Estas publicaciones atrajeron la atención y la información se difundió por Internet. El 18 de mayo de 2021, esta información fue recogida por el sitio Anime News Network, y fue criticada por los fanáticos del anime en el extranjero.
Además, a partir del día siguiente del evento «Mappa Stage 2021 - 10th Anniversary», llamó la atención que en el primer tráiler público de Chainsaw Man, múltiples animadores que participaron en el trabajo de la compañía señalarán la labor y sistema salarial. El animador Ippei Ichii, quien realizó el proceso de video producido por la compañía, criticó que el precio unitario de un video era de 250 yenes, a pesar de que este requiere un acabado mejor, y el trabajo de video que requiere un alto grado de perfección fue un trabajo muy difícil.
El animador que realizó la animación original de Yasuke producida por la compañía en Netflix, confesó que el precio unitario de un corte era de 3.800 yenes por corte. Y dado que el presupuesto para las series de televisión es de entre 3.800 y 7.000 yenes, por lo que si aceptaba esa oferta, el precio unitario para los animadores bajaría. Pensó que era un problema que le ofrecieran un buen precio. Según el animador, declaró «este trabajo es una animación de distribución que requiere un dibujo de alta calidad, y se dice que es un precio razonable negociar por 15,000 yenes o más por corte». El animador también está preocupado por Netflix, que está encargando ese trabajo. Muchos animadores independientes de la industria respondieron a estos comentarios, argumentando que hacer pedidos a un precio unitario bajo era un problema. Luego, el 2 de julio de 2021, esta información fue retomada por Anime News Network nuevamente y fue criticada nuevamente por los fanáticos del anime en el extranjero.
En respuesta a esta confusión, la compañía emitió un comunicado en su sitio web oficial el 7 de julio de 2021, argumentando: «No es cierto que a cada animador se le ordenó a un precio irrazonablemente bajo por el costo de producción encomendado por trabajos correspondientes o en trabajos principales pasados, y que cada pedido fuera forzado a cada individuo».